# 松川菜々花
松川 菜々花（まつかわ ななか、1998年1月29日 - ）は、日本のファッションモデル、元アイドルである。以前はFYTのメンバーとして活動。埼玉県出身。プラチナムプロダクション所属。現在non-no専属モデル。

## 略歴
中学生の時から何度かスカウトされるが、父には年齢を理由として反対されていた。16歳の時に友達と東京ディズニーランドへ行こうとした際、渋谷で現在の所属事務所にスカウトされ、高校生になっていたこともあり、父から許可がおりて芸能界に入る。2014年8月から2016年2月までの1年半、『FYT』（ファイト）のメンバーとして歌手活動を行う。
2017年3月21日、女性ファッション誌『non-no』の創刊45周年記念イベントに出席し、山田愛奈や渡邉理佐とともに同誌の専属モデルに起用されることが発表された。

## 人物
同じ事務所の先輩である鈴木ゆうかに憧れている。趣味は音楽鑑賞、ヒトカラ、美容。特技は書道、卓球、早着替え。

## 出演

### テレビドラマ
- ダメな私に恋してください（2016年、TBS）‐ OL役
- ドクターホワイト 第2話（2022年1月24日、関西テレビ・フジテレビ） - 詩織 役
- 六本木クラス 第3話（2022年7月21日、テレビ朝日）- 合コンメンバー 役[5]
- 合理的にあり得ない〜探偵・上水流涼子の解明〜 第9話（2023年6月12日、関西テレビ・フジテレビ） - メグ 役

### バラエティ
- 本能Z（2018年3月14日、CBCテレビ）

### CM
- サブウェイ『Everybody SUBWAY  ～2016年春～』篇
- XFLAG『モンスターストライク』『春に勇気を（ハードル篇）』

### ランウェイ
- OKINAWA COLLECTION(沖縄コレクション) 2023（2023年9月24日、波の上うみそら公園）[6]
- ミュゼプラチナム Presents SAPPORO COLLECTION 2023 AUTUMN／WINTER（2023年11月4日、北海きたえーる）[7]

## 書籍

### 雑誌連載
- non-no（2017年4月20日 - 、集英社）- 専属モデル[8]